# Wlamir Marques
Wlamir Marques (ur. 16 lipca 1937 w São Vicente, zm. 18 marca 2025 w São Paulo) – brazylijski koszykarz, występujący na pozycji skrzydłowego, dwukrotny mistrz świata, czterokrotny mistrz Ameryki Południowej, trener koszykarski, analityk spotkań koszykarskich w brazylijskiej edycji stacji ESPN.

## Osiągnięcia
Na podstawie, o ile nie zaznaczono inaczej.

### Zawodnicze

#### Zespołowe
- Mistrz:
  - Brazylii (1965, 1966, 1969)
  - São Paulo (1957, 1960, 1964–1971)
  - mistrzostw wewnętrznych (1955, 1957–1961)
- Wicemistrz Brazylii (1967, 1968, 1970)
- Finalista Pucharu Interkontynentalnego (1966)[3]

#### Indywidualne
- Wybrany do FIBA’s 50 Greatest Players (1991)
- Najlepszy Sportowiec Ameryki Południowej (1961 – Heims Trophy)
- Krzyż Zasługi dla Sportu (1953)
- Medal Zasługi dla Sportu
- Honorowy obywatel São Vicente

#### Reprezentacja
Drużynowe
- Mistrz:
  - świata (1959, 1963)
  - Ameryki Południowej (1958, 1960, 1961, 1963)
- Wicemistrz:
  - świata (1954, 1970)
  - igrzysk panamerykańskich (1963)
- Brązowy medalista:
  - olimpijski (1960, 1964)
  - igrzysk panamerykańskich (1955, 1959)
  - mistrzostw Ameryki Południowej (1955)
- Uczestnik:
  - igrzysk
    - olimpijskich (1956 – 6. miejsce, 1960, 1964, 1968 – 4. miejsce)
    - panamerykańskich (1955, 1959, 1963, 1967 – 7. miejsce)

  - mistrzostw:
    - świata (1954, 1959, 1963, 1970)
    - Ameryki Południowej (1955, 1958, 1960, 1961, 1963)

Indywidualne
- MVP mistrzostw świata (1963)
- Zaliczony do I składu mistrzostw świata (1954, 1959, 1963)

### Trenerskie
- Mistrzostwo:
  - São Paulo ligi kobiet (1963, 1964, 1968)
  - São Paulo (1975)
  - São Paulo Mirim:
    - 1970, 1971
    - ligi kobiet (1977)

  - regionalne:
    - 1987, 1988
    - ligi kobiet (1982)
- Wicemistrzostwo Brazylii (1975)
- Brązowy mistrzostw wewnętrznych:
  - 1961
  - ligi kobiet (1981)